# Urianus
Urianus was volgens de legende, zoals beschreven door Geoffrey van Monmouth, koning van Brittannië van 223 v.Chr. - 218 v.Chr. Hij was de zoon van koning Andragius en werd opgevolgd door Eliud.